# Feliks Rejmund
Feliks Ryszard Rejmund (ur. 20 listopada 1941, zm. 29 października 2018) – doktor habilitowany nauk technicznych, docent w Instytucie Podstawowych Problemów Techniki Polskiej Akademii Nauk; specjalista w zakresie: badania materiałów, emisja akustyczna, metody akustyczne.

## Życiorys
W 1981 na podstawie napisanej pod kierunkiem Szymona Pileckiego rozprawy pt. Związek emisji akustycznej z ruchem dyslokacji w kryształach uzyskał w Instytucie Podstawowych Problemów Techniki Polskiej Akademii Nauk stopień naukowy doktora nauk technicznych. Tam też na podstawie dorobku naukowego oraz rozprawy pt. Metody akustyczne badania dynamiki wybranych procesów fizykochemicznych w ośrodkach materialnych otrzymał w 2000 stopień naukowy doktora habilitowanego nauk technicznych
dyscyplina: elektrotechnika specjalność: elektrotechnika.
Został docentem w Instytucie Podstawowych Problemów Techniki Polskiej Akademii Nauk.
Zmarł 29 października 2018.